# Спутниковый мониторинг
Спутниковый мониторинг — система наблюдения за объектами на Земле c помощью ИСЗ.
При этом под спутниковым мониторингом понимают как прикладное применение систем глобальной спутниковой навигации (когда, например, на транспортном средстве устанавливается мобильный модуль, состоящий из приёмника спутниковых сигналов, модуля хранения координатных данных и модуля передачи этих данных), так и дистанционное зондирование Земли с помощью спутников.
Спутниковый мониторинг транспорта используется для решения задач транспортной логистики в системах управления перевозками и автоматизированных системах управления автопарком. 
Данные дистанционного зондирования Земли позволяют оценить состояние той или иной территории (пожары, наводнения, загрязнение водоёмов, таяние ледников, состояние лесов, опустынивание и т.д.). Такой спутниковый экологический мониторинг осуществляется практически непрерывно, что позволяет отслеживать динамику экологических процессов. Применяется также спутниковый мониторинг посевов.